# BKウイルス
BKウイルス（BKV）は、ポリオーマウイルス科ポリオーマウイルス属に分類されるDNAウイルスである。

## 概要
1971年に尿管狭窄を起こした腎移植の患者の尿から分離された。経口感染であり95%の人が10歳までに自然感染をし、感染後軽い上気道炎を示すのみであり目立った症状は示さないが、ウイルスは尿細管上皮に潜伏感染し、腎移植、骨髄移植といった免疫抑制下で再活性化され、日和見感染を起こす。骨髄移植の場合は出血性膀胱炎を認めることは多いが、腎機能障害を示す例は少ない。一方、腎移植では尿管狭窄、腎炎など重篤な臓器障害を起こす場合が多い。これは免疫抑制剤の使用期間に関係すると考えられている。